# Austin, Teksas
Austin je glavno mesto ameriške zvezne države Teksas, ZDA in središče Okrožja Travis. Po oceni Statističnega urada ZDA iz leta 2007 je imelo 743.074 prebivalcev. Je četrto največje mesto v Teksasu in šestnajsto največje v ZDA.
Leži v osrednjem Teksasu in pripada Ameriškemu Jugozahodu. Med letoma 2000 in 2006 je bil tretje najhitreje rastoče veliko mesto v ZDA. Je kulturno in gospodarsko središče velemestnega področja Austin-Round Rock s številom prebivalstva julija 2008 1.652.602. Ocene ga postavljajo na 36-to mesto največjih in drugo mesto najhitreje rastočih velemestnih področij v ZDA.
Prvo naselje je nastalo v 1830-tih ob bregovih reke Kolorado. Ustanovili so ga beli priseljenci, ki so vas poimenovali Waterloo. Leta 1839 so naselje Waterloo izbrali za glavno mesto nove neodvisne Republike Teksas. Mesto so preimenovali po Stephenu Fullerju Austinu, znanemu kot »oče Teksasa«.